# 观山湖区
观山湖区，原为金阳新区，是中国贵州省贵阳市下辖的一个市辖区。位于贵阳市南部，东靠黔灵山脉，南临三桥马王庙，西接百花山脉，北与白云区相接。2020年11月常住人口64.3万人。

## 建制沿革
2000年初，金阳新区开发启动，原乌当区野鸭乡、金华镇、朱昌镇及白云区麦架乡的部分地区，划入新区规划范围。
2006年，经贵州省人民政府同意，撤销野鸭乡，设立金阳街道。7月19日，贵阳国家高新技术产业开发区金阳街道办事处正式挂牌成立。
2008年，贵阳市委、市政府将贵阳国家高新技术产业开发区金阳街道办事处成建制整体移交金阳新区管理委员会管理。
2008年5月23日高新区管委会、金阳新区管委会、金阳街道办事处在金阳街道办事处举行了交接仪式，并签订了移交责任书。从移交之日起，金阳街道办事处的所有事务均由金阳新区管理委员会全权负责。
自金阳街道移交给金阳新区后，金华镇、朱昌镇和阳关农场也相继交由金阳新区管理。
2008年11月21日，贵阳市委、市政府将乌当区金华镇、朱昌镇成建制整体移交金阳新区管理委员会管理。
2012年11月，中国国务院同意在原金阳新区的基础上设立观山湖区，下辖原乌当区的金阳街道、金华镇、朱昌镇和清镇市的百花湖乡  。

## 气候
观山湖区属亚热带季风气候，年平均温度15摄氏度。年平均降雨量为1200毫米。7月最高温度为32摄氏度；1月最冷天气为零下5摄氏度。

## 行政区划
观山湖区下辖7个街道办事处、3个镇：
宾阳街道、云潭街道、金华园街道、长岭街道、观山街道、世纪城街道、金阳街道、金华镇、朱昌镇和百花湖镇。

## 交通
- 贵广客运专线：贵阳北站

## 学校
- 贵阳市第一中学
- 贵阳市第三中学
- 金阳新区第一实验学校
- 金阳新区第二实验学校（原为水电八局子弟学校）
- 贵阳师范附属实验小学